# Legyőzhetetlen (televíziós sorozat)
A Legyőzhetetlen (eredeti cím: Invincible) 2021-től vetített amerikai–kanadai 2D-s számítógépes animációs kalandsorozat, amelyet Robert Kirkman alkotott.
Amerikában 2021. március 25-én, Magyarországon 2021. április 30-án mutatta be felirattal az Amazon Prime Video, majd 2023-ban szinkronnal.
2021 áprilisában berendelték a második és a harmadik évadot.

## Ismertető
Mark Grayson egy látszólag normális tinédzser, kivéve azt a tényt, hogy apja, Nolan, a bolygó legerősebb szuperhőse és hogy nem sokkal a tizenhetedik születésnapja után Mark elkezdi kifejleszteni a saját erejét, és megtanulja, hogyan kell használni őket apja segítségével.

## Szereplők

### Főszereplők
| Szereplő                      | Eredeti hang  | Magyar hang    | Leírás |
| ----------------------------- | ------------- | -------------- | --- |
| Mark Grayson / Legyőzhetetlen | Steven Yeun   | Czető Roland   | Miután 17 évesen megkapta az erejét, Mark felfedezi a szuperhős lét kemény valóságát, miközben küzd, hogy meghatározza önmagát. |
| Debbie Grayson                | Sandra Oh     | Németh Kriszta | Mark édesanyja és Nolan felesége.                                                                                               |
| Nolan Grayson / Minden-ember  | J. K. Simmons | Barbinek Péter | Mark édesapja és Debbie férje.                                                                                                  |

### Mellékszereplők
| Szereplő                        | Eredeti hang                                             | Magyar hang                                     | Leírás |
| ------------------------------- | -------------------------------------------------------- | ----------------------------------------------- | --- |
| Samantha Eve Wilkins / Atom Eve | Gillian Jacobs                                           | Bozó Andrea                                     | Anyagot / energiát manipuláló szuperhősnő. |
| William Clockwell               | Andrew Rannells                                          | Pálmai Szabolcs                                 | Mark legjobb barátja és civil bizalmasa. |
| Cecil Stedman                   | Walton Goggins                                           | Pataki Ferenc (1. évad) Seder Gábor (2. évad)   | A GDA igazgatója, aki rendelkezik egy nagy hatótávolságú személyes teleporterrel, és beavatja Legyőzhetetlent a hős karrierje kezdetén. |
| Donald Ferguson                 | Chris Diamantopoulos                                     | Holl Nándor                                     | Magas rangú GDA-ügynök, aki közvetlenül Cecil Stedman alatt szolgál, és a Nolan harcképtelenné tételére vagy megölésére irányuló titkos projektek felügyeletéért felel, majd egy hatalmas robbanásban meghal, amikor hiába próbálja megölni Nolant.           |
| Rudolph "Rudy" Connors / Robot  | Ross Marquand (Rudy) Zachary Quinto (Robot)              | Penke Bence (Rudy) Szatmári Attila (Robot)      | Torzszülött egyén, aki egy sor drónt üzemeltet, és jelentős személyes vagyonnal rendelkezik. |
| Rob / Robantóni                 | Jason Mantzoukas                                         | Kádár-Szabó Bence                               | Javíthatatlan szuperhős, aki képes potenciális energiával feltölteni mindent, amihez hozzáér, hogy robbanóanyagot hozzon létre, és a Tini Csapat egykori tagja, akit beválasztottak az új Őrzők közé.                                                         |
| Kate Cha / Duplana              | Malese Jow                                               | Csuha Bori                                      | Önmásoló szuperhősnő, aki korábban a Tini Csapat tagja volt, mielőtt kiválasztják, hogy csatlakozzon az új Őrzőkhöz. |
| Sugár Rae                       | Grey DeLisle                                             | Bogdányi Titanilla                              | Méretmanipuláló szuperhősnő, akit kiválasztottak, hogy csatlakozzon az új Őrzőkhöz. |
| Amanda / Monster Girl           | Grey DeLisle (Amanda) Kevin Michael Richardson (Monster) | Csifó Dorina                                    | Elátkozott szuperhősnő, akinek képességei lehetővé teszik számára, hogy átváltozzon egy hatalmas, férfiszerű ogrévá. |
| Markus Grimshaw / Black Samson  | Khary Payton                                             | Tokaji Csaba                                    | Az eredeti Őrző a csapat kezdeti időszakából, aki elhagyta a csapatot, miután elvesztette az erejét. Egy páncélozott szuperruhát öltött magára, hogy továbbra is hős maradhasson, és veteránként csatlakozik az új csapathoz.                                 |
| Amber Bennett                   | Zazie Beetz                                              | Nádasi Veronika                                 | Mark osztálytársa és barátnője. |
| Art Rosenbaum                   | Mark Hamill                                              | Jakab Csaba (1. évad) Rosta Sándor (2. évadtól) | Szuperhősöltöny szabó és sok szuperhős, főleg Minden-ember régi barátja. |
| Damien Darkblood                | Clancy Brown                                             | Kőszegi Ákos                                    | Démoni nyomozó, aki megszökött a pokolból, hogy igazságot szolgáltasson másoknak és megmentse a lelkét, akinek a jelenléte hirtelen hideget vált ki a környezeti hőmérsékletben.                                                                              |
| Abraham Lincoln / Halhatatlan   | Ross Marquand                                            | Szatory Dávid                                   | Évezredes szuperhős és a Glóbusz Őrzőinek egykori vezetője, aki egykor kelta harcos volt, mielőtt kozmikus anomáliának lett kitéve, majd a keresztes háborúkban harcolt és az Amerikai Egyesült Államok elnöke lett, és akit csak lefejezéssel lehet megölni. |
| Thaedus                         | Peter Cullen                                             | Csuha Lajos                                     | Bölcs Viltrumi, a Bolygók Koalíciójának a vezére. E szervezetnek célja, hogy megakadályozzák a Viltrumiakat az univerzum elfoglalásában. |

### További szereplők
| Szereplő            | Eredeti hang         | Magyar hang       | Leírás |
| ------------------- | -------------------- | ----------------- | --- |
| Allen               | Seth Rogen           | Bergendi Áron     | Bolygók Koalíciója tagjelöltjeinek értékelője, akinek szülőbolygóját a viltrumiak elpusztították.                                           |
| Steve               | Jon Hamm             | Czvetkó Sándor    | Titkosszolgálati ügynök, aki a Fehér Ház bejárati kapuját őrzi.                                                                             |
| Josef / Vörös Roham | Michael Cudlitz      | Hám Bertalan      | Orosz gyorshajtó és a csapat első számú segítője, akit Nolan ölt meg.                                                                       |
| Sötét Szárny        | Lennie James         | Bordás János      | Kütyüvel hadonászó köpenyes kereszteslovag és az Őrzők társ-társa, akit Nolan megölt.                                                       |
| Seismic Doctor      | Chris Diamantopoulos | Albert Gábor      | Őrült tudós, aki társadalmilag progresszív nézeteket vall az amerikai kormánnyal és annak korábbi vezetőivel szemben.                       |
| Titán               | Mahershala Ali       | Majorfalvi Bálint | Bűnöző végrehajtó, aki képes regenerálódó kőpáncélt manifesztálni. Ő és családja szegénységben él, és úgy érzi, hogy a szuperhősök lenézik. |
| Slash               | Djimon Hounsou       | Szrna Krisztián   | Vezér, akinek célja, hogy megölje Legyőzhetetlent, amiért megsebezte őt, és meghódítsa a Földet, mielőtt Minden-ember megölné.              |
| Marsi               | Djimon Hounsou       | Pásztor Tibor     | A Mars uralkodója, aki karanténba zárja a bolygót, hogy elszigetelje az élősködő szekvideket a világegyetem többi részétől.                 |
| Csatarém            | Michael Dorn         | Törköly Levente   | Űrutazó leonin idegen harcos, aki méltó ellenfeleket keres, akikkel megküzdhet.                                                             |
| D.A. Sinclair       | Ezra Miller          | Markovics Tamás   | Őrült tudós, aki megszállottan "javítja" az emberiséget.                                                                                    |
| Rick Sheridan       | Jonathan Groff       | Pál Tamás         | William szerelme, akit D.A. Sinclair elrabol és Reanimánná változtat.                                                                       |
| Adam Wilkins        | Fred Tatasciore      | Egressy G. Tamás  | Eve apja, aki helyteleníti, hogy szuperhős legyen.                                                                                          |
| Doug Cheston        | Justin Roiland       | Szabó Andor       | Az Upstate Egyetem hallgatója, akit D.A. Sinclair elrabol és Reanimánná változtat.                                                          |
| Kyle                | Khary Payton         | Orosz Gergely     | Stréber fiú, aki összebarátkozik Amberrel az Upstate-en.                                                                                    |

## Évados áttekintés
| Évad | Évad        | Epizódok    | Eredeti sugárzás  | Eredeti sugárzás  | Magyar sugárzás   | Magyar sugárzás   |
| Évad | Évad        | Epizódok    | Évadpremier       | Évadfinálé        | Évadpremier       | Évadfinálé        |
| ---- | ----------- | ----------- | ----------------- | ----------------- | ----------------- | ----------------- |
|      | 1.          | 8           | 2021. március 25. | 2021. április 29. | 2021. április 30. | 2021. április 30. |
|      | különkiadás | különkiadás | 2023. július 21.  | 2023. július 21.  | 2023. július 22.  | 2023. július 22.  |
|      | 2.          | 8           | 2023. november 3. | 2024. április 4.  | 2023. november 3. | 2024. április 4.  |
|      | 3.          | 8           | 2025. február 6.  | 2025. március 13. | 2025. február 6.  | 2025. március 13. |

## Epizódok

### 1. évad (2021)
| Sor. | Év. | Cím                                                                | Rendező                    | Író             | Premier                             |
| --- | --- | ------------------------------------------------------------------ | -------------------------- | --------------- | ----------------------------------- |
| 1. | 1.  | Épp ideje volt (It's About Time)                                   | Robert Valley              | Robert Kirkman  | 2021. március 25. 2021. április 30. |
| Amikor a gonosz tudósok, a Mauler ikrek megtámadják a Fehér Házat, a Bolygó Őrzői és Nolan Grayson / Omni-Man visszaverik őket. Nolan fia, Mark, aki arra vár, hogy megjelenjenek a szuperképességei, iskolába megy, ahol megvédi osztálytársát, Amber Bennettet a zaklató Toddtól. Miután Todd megveri Markot, Amber segít neki, és érdeklődni kezd iránta. Később Mark képességei végre megmutatkoznak, és vacsora közben elmondja ezt a szüleinek. Bár Nolan eleinte bizonytalan, mégis elkezdi edzeni fiát a képességei használatára. Azonban, hogy érzékeltesse a szuperhőslét súlyosságát, Nolan túl erősen megüti Markot, aki emiatt fizikailag és érzelmileg is sérülve érzi magát. Dühében Mark egy házilag készített jelmezben megállít egy rablást. Miután apa és fia őszintén beszélgetnek, Nolan elviszi Markot a szuperhősjelmezek készítőjéhez, Art Rosenbaumhoz, aki elkészíti Mark megfelelő jelmezét, miután a fiú az "Invincible" (Legyőzhetetlen) nevet választja magának. Később Nolan titokban lesből megtámadja a Bolygó Őrzőit a főhadiszállásukon, és brutálisan lemészárolja mindannyiukat, mielőtt eszméletlenül összeesik a harc során elszenvedett sérülések miatt. |     |                                                                    |                            |                 |                                     |
| 2. | 2.  | Itt a nagy semmi (Here Goes Nothing)                               | Paul Furminger             | Simon Racioppa  | 2021. március 25. 2021. április 30. |
| A titkos Globális Védelmi Ügynökség (GDA) ápolja a kómában lévő Nolant, míg fel nem épül, de nem tudja feltámasztani a Bolygó Őrzőit. Cecil Stedman igazgató értesíti Markot és anyját, Debbie-t. Eközben egy másik dimenzióból érkező idegenek, a Flaxanok támadást indítanak, és Mark segít a Tini Csapatnak a harcban. Amikor a Flaxanok hirtelen megöregszenek és visszavonulnak, a Tini Csapat vezetője, Robot rájön, hogy ennek oka az idődilációs különbség a Flaxanok dimenziója és a Föld között. Mark felismeri Atom Eve-ben osztálytársát, Samantha Eve Wilkinst, és miután felfedik egymás előtt titkos személyazonosságukat, barátokká válnak. A Flaxanok visszatérnek, immár öregedésgátló technológiával, de Mark és a Tini Csapat ismét legyőzik őket, ami újabb visszavonulásra kényszeríti az idegeneket. A Flaxanok harmadszor is támadnak, és majdnem sikerrel járnak, míg a felépült Nolan vissza nem szorítja őket a saját dimenziójukba, ahol bosszúból elpusztítja bolygójukat, majd visszatér a Földre, éppen amikor a hírekben bejelentik a Globe Őrzőinek halálát. Eközben Mark összecsap Allen, az Idegennel, aki a Bolygók Koalíciója nevében teszteli a Föld védelmét. Amikor időt kérnek beszélgetésre, Mark megtudja Allen küldetésének részleteit, és segít neki rájönni, hogy összetévesztette a „Földet” egy másik bolygóval, az „Flöd”-el. Allen végül békésen távozik. Ezzel párhuzamosan a démonnyomozó Damien Darkblood a Bolygó Őrzőinek halálát vizsgálja Cecil megbízásából, és arra a következtetésre jut, hogy a gyilkos a hősök között van. |     |                                                                    |                            |                 |                                     |
| 3. | 3.  | Kit hívsz te csúnyának? (Who You Calling Ugly?)                    | Jeff Allen                 | Chris Black     | 2021. március 25. 2021. április 30. |
| A televíziós temetést követően a Grayson család részt vesz a Bolygó Őrzőinek zártkörű búcsúztatásán a hozzátartozóikkal együtt, ahol Darkblood négyszemközt kihallgatja Nolant, és célzást tesz gyanújára. Cecil megbízza Robotot, hogy állítsa össze az új Őrzők csapatát, elismerve a Flaxan-inváziók során tanúsított vezetői képességeit. Robot ezért egyesíti a Tini Csapatot tapasztalt hősökkel: Monster Girllel, Black Samsonnal és Shrinking Rae-vel. Azonban Eve azonnal kilép a csapatból, mivel még mindig haragszik korábbi csapattársára és exbarátjára, Rex Splode-ra, miután rajtakapta, hogy megcsalja őt Dupli-Kate-tel. Mark megszerzi Amber telefonszámát, és megbeszél vele egy „tanulós randit”, de kénytelen megszakítani, amikor Eve-vel együtt megállítják Doc Seismicot, aki a Rushmore-hegyet támadja. Ennek ellenére Amber kíváncsian vár rá. Közben Rex bocsánatot próbál kérni Eve-től, de ő elutasítja, és Markot keresi fel, ám ekkor már Amberrel találja. Bár elszomorodik, látva Mark boldogságát, csendben távozik. Eközben Robot titokban segít a Mauler ikreknek megszökni a GDA börtönéből, bár egyikük feláldozza a másikat. Amikor Darkblood Debbie-t hallgatja ki, kiderül, hogy Nolan nem sok mindent osztott meg vele. Ez a találkozás gyanút ébreszt Debbie-ben, miközben Nolan is megérzi Darkblood rejtett jelenlétét. |     |                                                                    |                            |                 |                                     |
| 4. | 4.  | Neil Armstrong, bánkódj csak! (Neil Armstrong, Eat Your Heart Out) | Cory Evans                 | Ryan Ridley     | 2021. április 1. 2021. április 30.  |
| Dühösen, amiért a GDA még mindig nem kapta el az eredeti Őrzők gyilkosát, Red Rush özvegye, Olga megbízza Debbie-t, hogy adja el a házát, hogy visszatérhessen Moszkvába. Cecil megkéri Nolant, hogy védje meg az első Mars-missziót, de ő visszautasítja, mondván, hogy kötelessége a Föld védelme, így Mark önként jelentkezik. Bár sikeresen landolnak, Mark figyelmetlensége miatt a marslakók elrabolják az űrhajósokat. A marsi császár elrendeli kivégzésüket, hogy megakadályozza a parazita Sequidek Földre jutását és az univerzum elpusztítását. Mark sietve kimenekíti az űrhajósokat, nem tudva, hogy az egyiküket titokban egy marslakó váltotta fel, míg az igazi űrhajóst a Sequidek megszállták, és egy Mars elleni inváziót indítanak. Miközben Nolan és Debbie Rómában vakációznak, hogy újra fellobbantsák kapcsolatukat, Nolan manipulatív módon visszanyeri Debbie bizalmát féligazságokkal. Cecil rájön, hogy Nolan a gyilkos, de nem cselekedhet addig, amíg nem érti a motivációját és nem talál módot a megállítására. Tudva, hogy nem hagyja annyiban az ügyet, Cecil száműzi Darkbloodot a pokolba, nem sejtve, hogy a nyomozó elrejtette a jegyzetfüzetét Debbie szekrényében. Eközben a túlélő Mauler klónozni kezdi magát, Robot pedig figyeli a folyamatát és módszereit, mielőtt ellop egy DNS-mintát Rextől valódi énje, a torz Rudy Connors számára. |     |                                                                    |                            |                 |                                     |
| 5. | 5.  | Ez tényleg fájt (That Actually Hurt)                               | Jay Baker                  | Christine Lavaf | 2021. április 8. 2021. április 30.  |
| Miután Debbie megtalálja Darkblood jegyzetfüzetét, újból felélednek a benne dúló kétkedések, és emiatt rábukkan Nolan vérbe borult szuperruhájára, miközben ő távol van. Miután Samson lehordja csapattársait, amiért a belső viszályaik miatt nem tudták megvédeni a civileket, Robot titokban megkeresi a helyreállított Mauler Ikreket egy állásajánlattal. Közben Mark megígéri, hogy jóvátételként segít Ambernek abban a hajléktalanokat ellátó konyhában, ahol önkénteskedik, mivel elhanyagolta őt, miközben az Invincible szerepét töltötte be. Ugyanakkor segítenie kell a szupererővel rendelkező végrehajtó Titannak is, hogy legyőzzék főnökét, a Machine Head-et, aki előre jelezte a támadásukat és több gonoszt vett fel biztonsági szolgálatra. Az Őrzők megérkeznek, hogy segítsenek, de Markot, Monster Girl-t és Samson-t súlyosan megsemmisíti a Csata Bestia, ami arra készteti a többi Őrzőt, hogy csapatként cselekedjenek. Látva, hogy a többi gonoszt könnyen legyőzték, a Bestia undorodva távozik. A GDA letartóztatja a Machine Head-et, és evakuálja Markot és többieket, így Titan átveheti a Machine Head szervezetét. Eve szintén önkénteskedik Amberrel együtt, mivel útmutatásra van szüksége miután abbahagyta a szuperhős életét, de elhagyja a helyszínt, amikor Cecil felhívja, hogy Markot kórházba vitték. Másutt a GDA tudósai Mark vérének mintáit vizsgálják, és azt fedezik fel, hogy sejtjei minden futtatott halálos teszttel szemben sebezhetetlenek.                                                                                    |     |                                                                    |                            |                 |                                     |
| 6. | 6.  | Olyan halottnak tűnsz (You Look Kinda Dead)                        | Paul Furminger és Jae Harm | Curtis Gwinn    | 2021. április 15. 2021. április 30. |
| 7. | 7.  | Beszélnünk kell (We Need to Talk)                                  | Vinton Heuck               | Simon Racioppa  | 2021. április 22. 2021. április 30. |
| 8. | 8.  | Ahonnan valójából származom (Where I Really Come From)             | William Ruzicka            | Robert Kirkman  | 2021. április 29. 2021. április 30. |

### Különkiadás
| #  | Cím                                                | Rendező        | Író                           | Premier                           |
| -- | -------------------------------------------------- | -------------- | ----------------------------- | --------------------------------- |
| 1. | Atom Eve különleges epizódja (Invincible Atom Eve) | Haylee Herrick | Helen Leigh és Robert Kirkman | 2023. július 21. 2023. július 22. |

### 2. évad (2023-24)
| Sor. | Év. | Cím                                                                    | Rendező        | Író            | Premier                               |
| ---- | --- | ---------------------------------------------------------------------- | -------------- | -------------- | ------------------------------------- |
| 10.  | 1.  | Lecke a következő életedre (A Lesson For Your Next Life)               | Sol Choi       | Simon Racioppa | 2023. november 3. 2023. november 3.   |
| 11.  | 2.  | Úgy hat órán belül (In About Six Hours, I Lose My Virginity to a Fish) | Ian Abando     | Matt Lambert   | 2023. november 10. 2023. november 10. |
| 12.  | 3.  | Ez a hírnök, ez a hamisság (This Missive, This Machination!)           | Tanner Johnson | Tanner Johnson | 2023. november 17. 2023. november 17. |
| 13.  | 4.  | Rég láttalak (It's Been a While)                                       | Jason Zurek    | Helen Leigh    | 2023. november 24. 2023. november 24. |
| 14.  | 5.  | Ez sokként érhet (This Must Come as a Shock)                           | Haylee Herrick | Helen Leigh    | 2024. március 14. 2024. március 14.   |
| 15.  | 6.  | Az nem olyan egyszerű (It's Not That Simple)                           | Sol Choi       | Vivian Lee     | 2024. március 21. 2024. március 21.   |
| 16.  | 7.  | Nem megyek sehova (I'm Not Going Anywhere)                             | Ian Abando     | Simon Racioppa | 2024. március 28. 2024. március 28.   |
| 17.  | 8.  | Azt hittem, hogy erősebb (I Thought You Were Stronger)                 | Tanner Johnson | Robert Kirkman | 2024. április 4. 2024. április 4.     |

### 3. évad (2025)
| Sor. | Év. | Cím                                                            | Rendező        | Író                            | Premier                             |
| ---- | --- | -------------------------------------------------------------- | -------------- | ------------------------------ | ----------------------------------- |
| 10.  | 1.  | Most tuti nem nevetsz (You're Not Laughing Now)                | Jason Zurek    | Simon Racioppa                 | 2025. február 6. 2025. február 6.   |
| 11.  | 2.  | Alku az ördöggel (A Deal with the Devil)                       | Haylee Herrick | Helen Leigh                    | 2025. február 6. 2025. február 6.   |
| 12.  | 3.  | Jöhet az új ruha? (You Want a Real Costume, Right?)            | Sol Choi       | Jay Faerber                    | 2025. február 6. 2025. február 6.   |
| 13.  | 4.  | Te voltál a hősöm (You Were My Hero)                           | Ian Abando     | Tania Lotia                    | 2025. február 13. 2025. február 13. |
| 14.  | 5.  | Azt hittem, könnyebb lesz (This Was Supposed to Be Easy)       | Tanner Johnson | Helen Shang                    | 2025. február 20. 2025. február 20. |
| 15.  | 6.  | Őszintén sajnálom (All I Can Say Is I'm Sorry)                 | Jason Zurek    | Ross Stracke és Simon Racioppa | 2025. február 27. 2025. február 27. |
| 16.  | 7.  | Mit tettem? (What Have I Done?)                                |                |                                | 2025. március 6. 2025. március 6.   |
| 17.  | 8.  | Azt hittem, már sosem fogod be (I Thought You'd Never Shut Up) |                |                                | 2025. március 13. 2025. március 13. |

## A sorozat készítése
2017. április 4-én jelentették be, hogy a Universal Pictures élőszereplős filmet készít a Legyőzhetetlenről. Az is kiderült, hogy Evan Goldberg és Seth Rogen lesznek a film rendezői, miután az AMC Preacher című tévésorozatában együttműködtek. Az is kiderült, hogy a film R-besorolású lesz, hogy hű maradjon a képregénysorozathoz. A Skybound Entertainment és a Point Grey Pictures lenne a film producere. A sorozat bejelentésekor azonban a film szünetelt, mígnem 2021. január 26-án kiderült, hogy a film még mindig fejlesztés alatt áll, és a sorozattól különállóan fog létezni. 2023-ban egy interjúban Rogen kijelentette, hogy az animációs sorozat nagy hatással volt a Universalnál készülő élőszereplős filmváltozatra, amelyet lényegében az animációs sorozat élőszereplős változataként fejlesztenek.
2017. augusztus 11-én Robert Kirkman szerződést írt alá az Amazonnal, hogy cégével, a Skybound Entertainmenttel különböző sorozatokat fejlesszen az Amazon Prime Video számára. Azonban kiderült, hogy azok a sorozatok, amelyek más stúdióknál már gyártásban vagy fejlesztés alatt állnak, nem az Amazon számára kerülnek fejlesztésre. Kirkman elárulta, hogy érdeklődött egy sorozat fejlesztése iránt a Legyőzhetetlen képregénysorozatból, de ez jelenleg nem lehetséges, mivel a Universal egy filmet fejleszt a képregénysorozat alapján.
2018. június 19-én azonban bejelentették, hogy az Amazon sorozatmegrendelést adott a projektnek egy nyolc epizódból álló első évadra. Azt is elárulták, hogy a sorozat animációs lesz, és az epizódok egyórásak lesznek.